# Mesoleptogaster fulvicrus
Mesoleptogaster fulvicrus là một loài ruồi trong họ Asilidae. Mesoleptogaster fulvicrus được Hsia miêu tả năm 1949. Loài này phân bố ở vùng Cổ Bắc giới và châu Á.